# Визау
Визау (нем. Wiesau) — ярмарочная община в Германии, в земле Бавария. 
Подчиняется административному округу Верхний Пфальц. Входит в состав района Тиршенройт. Подчиняется управлению Визау.  Население составляет 4131 человек (на 31 декабря 2010 года). Занимает площадь 42,72 км².
Община подразделяется на 14 сельских округов.

## Население
По оценке на 31 декабря 2015 года население общины Визау составляет 4115 чел. 

| Дата      | 1840 | 1871 | 1900 | 1925 | 1939 | 1950 | 1961 | 1970 | 1987 | 2011 |
| --------- | ---- | ---- | ---- | ---- | ---- | ---- | ---- | ---- | ---- | ---- |
| Население | 1187 | 1280 | 2140 | 3072 | 3635 | 5708 | 5169 | 5415 | 4710 | 4127 |

| Год       | 1960 | 1970 | 1980 | 1990 | 2000 | 2009 | 2010 | 2011 | 2012 | 2013 | 2014 | 2015 |
| --------- | ---- | ---- | ---- | ---- | ---- | ---- | ---- | ---- | ---- | ---- | ---- | ---- |
| Население | 5126 | 5390 | 4785 | 4713 | 4702 | 4169 | 4131 | 4126 | 4120 | 4117 | 4094 | 4115 |